# Josep Oriol Mestres i Esplugas
Josep Oriol Mestres i Esplugas, (Barcelona, 21 de novembre de 1815 - 7 de juliol de 1895) fou un arquitecte i pessebrista català.

## Biografia
Fill de Josep Mestres i Gramatxes, mestre major de la catedral de Barcelona, provenia d'una família d'arquitectes, va estudiar a l'escola Llotja de Barcelona i es va traslladar a Madrid l'any 1841, on va acabar els estudis a l'Escola d'Arquitectura.
Entre les seves obres cal destacar la realització del primer edifici de l'Eixample barceloní, la casa Gibert, l'any 1861.
Autor juntament amb Miquel Garriga i Roca del Gran Teatre del Liceu el 1848. Després de l'incendi que va sofrir el 1861 es va encarregar també de la seva reconstrucció.
Va realitzar a Barcelona el monument a Antonio López y López –l'autor de l'escultura principal fou l'artista Venanci Vallmitjana i Barbany–, que es va inaugurar l'any 1884.
Va ser nomenat arquitecte de la catedral de Barcelona l'any 1855. Va dibuixar els plànols complets del temple i, gràcies a la donació de l'empresari Manuel Girona i Agrafel, es va encarregar de la realització de la façana neogòtica, seguint les traces fetes per mestre Carlí el 1408.
Deixà escrites unes monografies sobre la catedral i sobre el monestir de Pedralbes.
Fou membre numerari de la Reial Acadèmia Catalana de Belles Arts de Sant Jordi des del 1880, on es conserven molts dels seus plànols originals, com es conserven també alguns blocs de dibuixos a la Biblioteca de Catalunya.
Fills seus foren Arístides i Apel·les Mestres.
Va ser un dels pessebristes destacats de Barcelona i va ser un dels fundadors de la primera Societat de Pessebristes (1863).

## Obra

### Barcelona
| Any  | Nom                                | Ubicació                                              | Descripció | Estat                                                      | Foto |
| ---- | ---------------------------------- | ----------------------------------------------------- | --- | ---------------------------------------------------------- | ---- |
| 1849 | Mare de Déu del Remei              | Plaça de la Concòrdia a Les Corts                     | Església d'estil neoromànic | En ús                                                      |      |
| 1851 | Casa Morell                        | Sant Honorat, 3 i Fruita, 4                           | Residència de Joaquim Morell i Desclapés | Oficines de la Generalitat de Catalunya                    |      |
| 1852 | Casa Joan Antoni Tresserra         | Pl. Duc de Medinaceli, 5 i Pg. Colom, 21              | Residència de Joan Antoni Tresserra, cònsol d'Argentina a Barcelona | En ús                                                      |      |
| 1857 | Casa Traveria-Jover                | Portaferrissa, 25-25 bis i Duc, 2                     | Residència d'Antònia Traveria i el seu gendre Josep Jover i Sans, casat amb la seva filla Antònia Peix i Traveria, pares de Leandre Jover i Peix.                                                      | En ús                                                      |      |
| 1858 | Antiga Foneria de Canons (reforma) | Rambla, 2 i Pl. Portal de la Pau, 3                   | Seu del Banc de Barcelona | En desús                                                   |      |
| 1858 | Casa Antonio López                 | Pl. Duc de Medinaceli, 8 i Josep Anselm Clavé, 8      | Residència del navilier Antonio López y López, posteriorment fou la seu de la Companyia Transatlàntica                                                                                                 | Hotel                                                      |      |
| 1859 | Casa Evarist Arnús                 | Avinyó, 42 i Carabassa, 5                             | Residència i despatx del banquer Evarist Arnús | En ús                                                      |      |
| 1861 | Casa Gibert (Barcelona)            | Pl. Catalunya                                         | Residència de l'advocat i polític Manuel Gibert i Sans | enderrocat                                                 |      |
| 1868 | Can Girona                         | Pl. Duc de Medinaceli, 3, Ample, 2-2 bis i Mercè, 1-3 | Residència del banquer Manuel Girona i Agrafel | Seu del Registre Civil                                     |      |
| 1868 | Casa Salvador Samà                 | Pg. Gràcia i Gran Via de les Corts Catalanes          | Edifici de planta baixa i tres pisos amb un gran pati posterior. Les façanes eren de pedra encoixinada als angles amb balconades emmarcades per columnes. L'accés principal era pel passeig de Gràcia. | Desaparegut. Actualment hi ha l'edifici del Banc Vitalici. |      |
| 1880 | Casa Claudio López                 | Rambla, 109                                           | Residència de Claudio López y López. Posteriorment fou la seu de la Companyia General de Tabacs de Filipines.                                                                                          | Hotel                                                      |      |
| 1880 | Palau Marimon (reforma)            | Av. Portal de l'Àngel, 3-5                            | Residència de Joan Sanllehy i Metges | En ús                                                      |      |

### Mataró
| Any  | Nom               | Ubicació  | Descripció | Estat | Foto |
| ---- | ----------------- | --------- | --- | ----- | ---- |
| 1853 | Casa Antoni Comas | Riera, 83 | Edifici de planta baixa i tres pisos amb balcons amb reixes de forja treballades inspirat en el món clàssic però exponent de l'arquitectura eclèctica. | ?     |      |

### Vilassar de Dalt
| Any  | Nom             | Ubicació         | Descripció | Estat | Foto |
| ---- | --------------- | ---------------- | --- | ----- | ---- |
| 1884 | Casa de la Vila | Plaça de la Vila | Edifici de planta baixa i dos pisos amb balcó sobre la porta principal i rellotge. Fou projectat el 1862, es reformà i amplià el 1974. | Bo    |      |

## Fons personal
El recull de documents inclosos en el Fons personal de Josep Oriol Mestres dipositat en l'Arxiu Històric de la Ciutat de Barcelona, de fet no està directament relacionat amb la família Mestres. Tot i estar inclòs en el llegat de Josep Oriol Mestres, possiblement és fruit d'una afició personal pel col·leccionisme, i com a resultat d'aquesta, ha acabat formant part del seu patrimoni documental.
L'interès per aquesta documentació pot ser divers, però un a destacar és que moltes de les persones esmentades a la documentació, elles mateixes o les seves famílies, van jugar papers de certa rellevància en la vida de la ciutat, tot intervenint en política, en el món de la cultura, del comerç o la indústria. Noms com els de la família Llançà o Mora apareixen en documents d'aquest Fons personal.